# Anton Dostler
Anton Dostler (München, 10 mei 1891 - Aversa, 1 december 1945) was een Duitse generaal tijdens de Tweede Wereldoorlog. Hij was de eerste hoge militair die na het beëindigen van de Tweede Wereldoorlog door een Amerikaanse rechtbank ter dood werd veroordeeld wegens het plegen van oorlogsmisdaden.

## Militaire carrière
Dostler bracht de Eerste Wereldoorlog door in het Beierse leger en bracht het daar tot Hauptmann. Na het einde van de Eerste Wereldoorlog werd Dostler in de Reichswehr opgenomen. In 1924 werd hij overgeplaatst naar de Abwehr (de militaire inlichtingendienst). Hij begon daar aan een universitaire opleiding. Van augustus 1939 tot februari 1940 was Anton Dostler chef operatie in de generale staf van de 7e Leger en daarna stafchef van het XXV. Armeekorps. In juni 1943 werd hij bevelhebber van het XXXXII. Armeekorps en van tijd tot tijd van het VII. Armeekorps. In januari 1944 nam hij het commando over van het 75e Legerkorps in Italië, dat verantwoordelijk was voor de verdediging van de Ligurische kust.

### Operatie Ginny
Op 22 maart 1944 landden vijftien commando's van de US Army in het kader van operatie Ginny op de Italiaanse kust, 100 kilometer ten noorden van La Spezia. Hun opdracht was het vernietigen van een spoortunnel tussen La Spezia en Genua. Op 24 maart werden ze gevangengenomen door Italiaanse en Duitse soldaten en naar La Spezia gebracht. De kust van La Spezia werd op dat moment bewaakt door Festungsbrigade 135 onder leiding van Oberst Kurt Almers, die op zijn beurt onder het LXXV. Armeekorps van Dostler viel. Toen Dostler te horen kreeg dat Amerikaanse commando's gevangengenomen waren, gelastte Dostler na ruggespraak met zijn stafchef Oberst Horst Kraehe, op grond van het Kommandobefehl op 25 maart de executie van de commando's. Als de Amerikanen geüniformeerd waren, zou dat een schending van de Geneefse Conventies zijn. In het latere proces werd vastgesteld dat dit inderdaad het geval was. Na protest van Almers herriep Dostler zijn order en legde hij de zaak voor aan General der Infanterie Gustav-Adolf von Zangen, de bevelhebber van de Armeegruppe waar het LXXV. Armeekorps onder viel. Von Zangen op zijn beurt vroeg de Opperbevelhebber Zuidwest, Generalfeldmarschall Albert Kesselring om een beslissing. Dostler kreeg in de namiddag het antwoord: de Amerikaanse commando's moesten geëxecuteerd worden. Dit werd doorgegeven aan Almers. Op 26 maart werden de commando's geëxecuteerd. Later op de dag ontving Dostler een bevel van hogerhand de executie te stoppen. De Duitsers probeerden daarop deze executie te verbloemen en er werd op last van Kesselring opdracht gegeven alle bewijzen te vernietigen. Na de wapenstilstand tussen de Duitsers en de geallieerden op 3 mei 1945 werd er meteen een onderzoek gestart door een Amerikaans team dat er binnen drie weken in slaagde de toedracht grotendeels te achterhalen en de graven van de commando's op te sporen.

## Rechtszaak
Op 3 mei 1945 was Dostler al gevangengenomen door de Amerikanen en werd hij aangeklaagd door de US-militaire rechtbank voor het executeren van de commando's. Zijn proces begon op 8 oktober in een zaal in het Paleis van Justitie in Rome. Als aanklagers traden op majoor Frederik W. Roche en 1e luitenant William T. Andress Jr. De verdediging was in handen van kolonel Claudius O. Wolfe en majoor Cecil K. Emery. Omdat Dostler de Engelse taal niet machtig was, riep hij de hulp in van General der Panzertruppen Fridolin von Senger und Etterlin, voormalig commandant van het XIV. Panzerkorps in Italië om hem bij te staan als speciale Duitse raadsman. Daar Dostler de eerste Duitse generaal was die aangeklaagd werd als oorlogsmisdadiger, kreeg het proces veel aandacht en bekendheid. Dostler beriep zich op amendementen op het Kommandobefehl, het feit dat hij zijn eerste bevel had herroepen en daarna slechts als doorgeefluik had gefungeerd door een executiebevel van hogerhand aan Oberst Almers door te geven. Deze feiten werden grotendeels tegengesproken door von Zangen, die tijdens dit proces als getuige optrad. Ook de rechtbank volgde de argumentatie van Dostler niet en veroordeelde hem op 12 oktober 1945 tot de doodstraf. Het oordeel werd een precedent voor de processen van Nürnberg, daar het zich beroepen op bevelen van hogerhand niet opging.

## Executie
De Duitse Generaloberst Heinrich von Vietinghoff, de laatste opperbevelhebber van Dostler, diende een gratieverzoek in bij luitenant-generaal Sir William Morgan, de geallieerde bevelhebber in het Middellandse Zeegebied. Dostler zelf verzocht ook gratie en nader onderzoek op grond dat belangrijke getuigen niet waren verhoord, maar luitenant-generaal Mattew B. Ridgeway, de Amerikaanse opperbevelhebber in het Operatiegebied van de Middellandse Zee gaf op 27 november het fiat voor de executie. In de vroege ochtend op 1 december 1945 werd Dostler door een vuurpeloton van twaalf man geëxecuteerd. Hij ligt begraven in graf H-94 op het Duitse oorlogskerkhof in Pomezia.

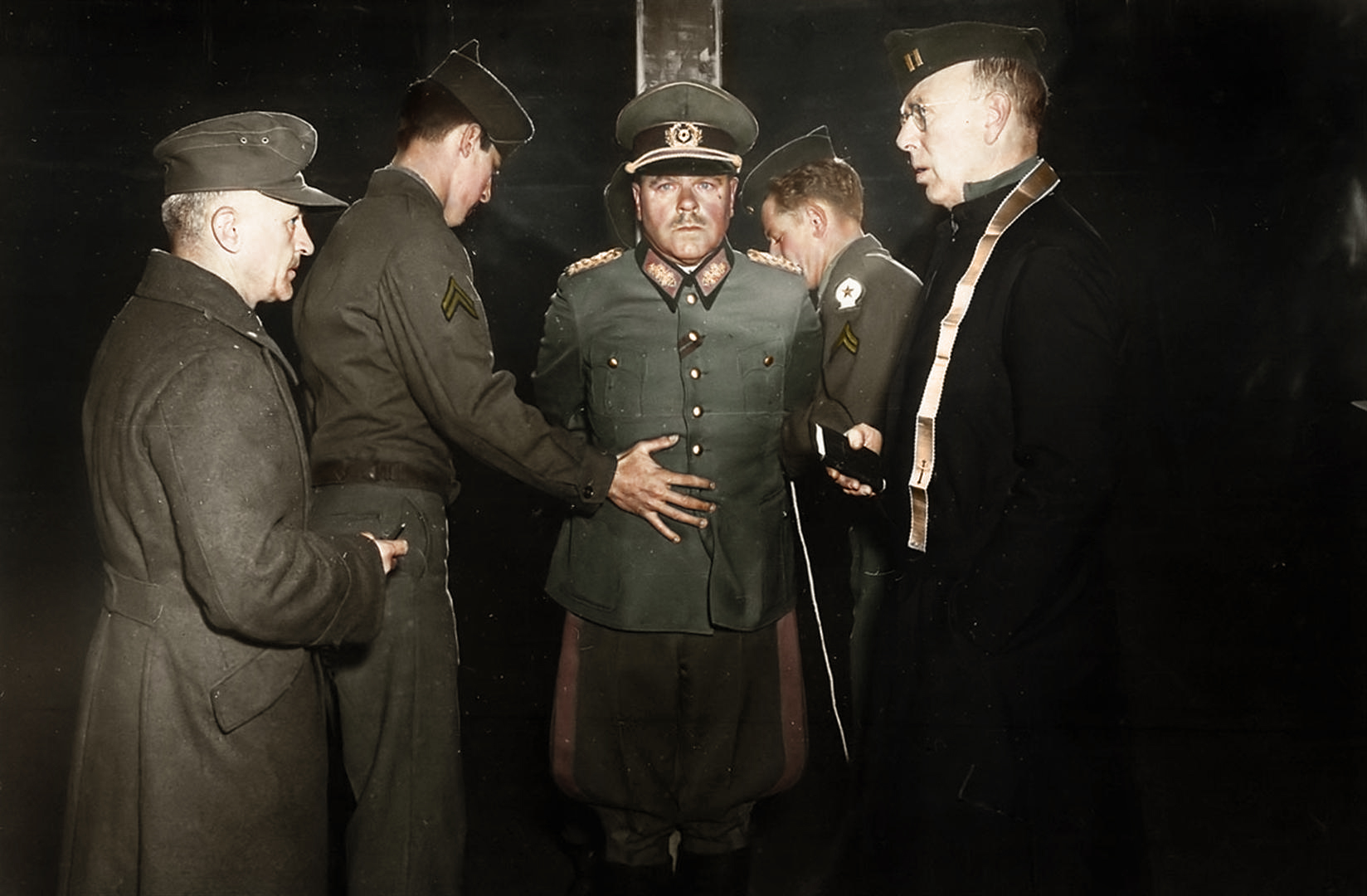
Duitse generaal Anton Dostler wordt vastgebonden aan een paal voor zijn executie door een vuurpeloton in de Aversa palissade. De generaal werd veroordeeld tot de dood door een Amerikaanse militaire rechtbank. 1 december 1945, Aversa, Italië.

Met het verstrijken van de jaren is het besef ontstaan dat een zekere mate van onrechtvaardigheid is ontstaan door het onzorgvuldig handelen in de zaak Dostler. Het verweer van Dostler werd niet onderzocht of weerlegd.

## Militaire loopbaan
- General der Infanterie: 1 augustus 1943[2][3][4]
- Generalleutnant: 1 januari 1943[2][3][4]
- Generalmajor: 1 september 1941[2][3][4]
- Oberst: 1 augustus 1937[2][4]
- Oberstleutnant: 1 februari 1935[2] - 1 maart 1935[4]
- Major: 1 april 1932[2]
- Hauptmann:[4] 28 oktober 1921[2]
- Oberleutnant: 14 januari 1916[2][4]
- Leutnant: 28 oktober 1912[2][4]
- Fähnrich: 3 maart 1911[2]
- Fahnenjunker: 23 juni 1910[4]

## Decoraties
- IJzeren Kruis 1914, 1e Klasse en 2e Klasse[5][6]
- Orde van Militaire Verdienste (Beieren), 4e klasse met Zwaarden[5][6]
- Dienstonderscheiding van Leger en Marine (Duitsland), (25 dienstjaren)[6]
- Medaille ter Herinnering aan de 13e Maart 1938[6]
- Anschlussmedaille[6] met gesp „Prager Burg“
- Herhalingsgesp bij IJzeren Kruis 1939, 1e Klasse en 2e Klasse[6]
- Medaille Winterschlacht im Osten 1941/42[6]
- Erekruis voor Frontstrijders in de Wereldoorlog[2][6]